# Úplná míra
Úplná míra (nebo přesněji úplný prostor s mírou) je v matematice prostor s mírou, ve kterém každá podmnožina libovolné množiny míry nula je měřitelná (a má míru nula). Formálněji řekneme, že prostor s mírou (X, Σ, μ) je úplný právě tehdy, když
{\displaystyle S\subseteq N\in \Sigma \land \mu (N)=0\ \Rightarrow \ (\forall S)S\in \Sigma .}

## Motivace
Potřeba uvažovat otázky úplnosti lze ilustrovat uvažováním problém součinových prostorů.
Předpokládejme, že máme Lebesgueovu míru na reálné ose: tento prostor s mírou označíme (R, B, λ). Nyní potřebujeme zkonstruovat nějakou dvourozměrnou Lebesgueovu míru λ2 na rovině R2 jako součinovou míru. Naivně bychom jako σ-algebru na R2 použili B ⊗ B, nejmenší σ-algebru obsahující všechny měřitelné „obdélníky“ A1 × A2 pro Ai ∈ B.
Tímto způsobem sice dostaneme prostor s mírou, ale má však jeden nedostatek. Protože každá jednoprvková množina množina má jednorozměrnou Lebesgueovu míru nula, pro „jakoukoli“ podmnožinu A množiny R platí, že
{\displaystyle \lambda ^{2}(\{0\}\times A)=\lambda (\{0\})\cdot \lambda (A)=0}
Pokud by A byla neměřitelná podmnožina reálné osy, například Vitaliho množina, pak λ2-míra součinu {0} × A není definovaná, přestože
{\displaystyle \{0\}\times A\subseteq \{0\}\times \mathbb {R} ,}
a tato větší množina má λ2-míru nula. Takto definovaná „dvourozměrná Lebesgueova míra“ tedy není úplná, a musíme ji nějakým způsobem zúplnit.

## Konstrukce úplné míry
Je-li dán (případně neúplný) prostor s mírou (X, Σ, μ), existuje jeho rozšíření na prostor s mírou (X, Σ0, μ0), který je úplný. Nejmenší takové rozšíření (tj. nejmenší σ-algebra Σ0) se nazývá zúplnění prostoru s mírou.
Zúplnění lze zkonstruovat takto:
- nechť Z je množina všech podmnožin nulové μ-míry podmnožiny X (intuitivně, ty prvky množiny Z, které nejsou už v Σ jsou ty, které jsou překážkou úplnosti);
- nechť Σ0 je σ-algebra generovaná Σ a Z (tj. nejmenší σ-algebra, která obsahuje každý prvek Σ a Z);
- μ má rozšíření Σ0 (které je jednoznačné, pokud μ je σ-konečná), nazývané vnější míra μ, je-li dána infimem

{\displaystyle \mu _{0}(C):=\inf\{\mu (D)\mid C\subseteq D\in \Sigma \}.}
Pak (X, Σ0, μ0) je úplný prostor s mírou, který je zúplněním (X, Σ, μ).
Ve výše uvedené konstrukci lze ukázat, že každý člen Σ0 má tvar A ∪ B pro nějaké A ∈ Σ a nějaké B ∈ Z, a
{\displaystyle \mu _{0}(A\cup B)=\mu (A).}

## Příklady
- Borelovská míra jak je definována na Borelovské σ-algebře generované otevřenými intervaly reálné osy není úplná, a proto je nutné použít výše uvedený postup zúplnění pro sestrojení úplné Lebesgueovy míry. To je ilustrováno faktem, že množina všech Borelovských množin na reálných číslech má stejnou kardinalitu jako množina všech reálných čísel. Zatímco Cantorovo diskontinuum je Borelovská množina, má míra nula, a jeho potenční množina má striktně větší kardinalitu než množina reálných čísel. Existuje tedy podmnožina Cantorovy množiny, která v Borelovské množině není obsažena. Borelovská míra tedy není úplná.
- n-rozměrná Lebesgueova míra je zúplněním n-násobného součinu jednorozměrného Lebesgueova prostoru se sebou samým. Je také zúplněním Borelovské míry jako v jednorozměrném případě.

## Vlastnosti
Maharamova věta tvrdí, že každý úplný prostor s mírou lze rozložit na míry na kontinuích, a konečnou nebo spočetnou aritmetickou míru.